# Конституція Мексиканських Сполучених Штатів 1857 року
Конституція Мексиканських Сполучених Штатів 1857 року — основний закон Мексики від 1857 до 1917 року. Проти конституції виступили мексиканські консерватори і церква  (див. Війна за реформу).
16 вересня 1857 року, в річницю повстання Мігеля Ідальго, набула сили нова конституція. В ній Мексика проголошувалася демократичною представницької республікою, що складалася зі суверенних у внутрішніх справах штатів. Законодавча влада належала обираному на два роки однопалатному конгресу, а виконавча — президенту, якого обирають за допомогою непрямих виборів на термін чотири роки. Духовенству заборонялося обиратися в органи державної влади. В конституції підтверджувалися положення закону Хуареса, який скасовує привілеї армії і духовенства, і закону Лердо, що забороняв церковним і цивільним корпораціям, зокрема селянським громадам, володіти нерухомим майном. Конституція декларувала недоторканність приватної власності, свободу слова, друку, зборів, таємницю листування, забороняла рабство і пеонаж.